# Гиндлер, Валентина Владимировна
Валенти́на Влади́мировна Ги́ндлер (Васюкова) (род. 24 февраля 1961, Балашов, Саратовская область) — бард, русская поэтесса.

## Биография
Окончила исторический факультет Саратовского университета, аспирантуру МГПИ, кандидат исторических наук. С 1995 года живёт в США (Нью-Джерси). Автор книги стихов «Мотивы большого города» (2002), компакт-дисков «Дурацкие песенки» (2003), «Соединяя времена» (МХАТ-МУЗПРОМ, 2005), «Хронос» (VinylTime, 2012) и «Тропик Москва» (VinylTime, 2012), "участница проекта «Женским почерком». Пишет и исполняет песни на свои стихи. Автор и ведущая радиопередачи «Песни с берегов Гудзона» на радио «Шансон».
Самые известные песни — «Три звезды» («Офицерский романс»), «Профессор».
Муж — Игорь Гиндлер, политический обозреватель русского радио и телевидения США, Израиля, и Канады.